# Vitruvius-tanulmány
A Vitruvius-tanulmány Leonardo da Vinci egy vázlata, amely az emberi test méretarányait volt hivatva felmérni és elemezni. Az 1490 körül tükörírással készült tanulmányt a velencei Gallerie dell’Accademia képtár őrzi. Hasonló mértani arányokkal foglalkozik még a pentagramma és az aranymetszés fogalma is.

## Leonardo így ír a vázlatról
„Vitruvius, az építész azt mondja az építészetről szóló művében, hogy az emberi test méretei a következők: 4 ujj tesz ki 1 tenyeret, és 4 tenyér tesz ki 1 lábat 6 tenyér tesz ki 1 könyököt; 4 könyök teszi ki egy ember magasságát. Ezen túl 4 könyök tesz ki egy lépést, és 24 tenyér tesz ki egy embert. Az ember kinyújtott karjainak hossza megegyezik a magasságával. A haja tövétől az álla hegyéig terjedő szakasz egytizede a magasságnak; az álla hegyétől a feje tetejéig terjedő szakasz egynyolcada a magasságának; a mellkasa tetejétől a haja tövéig egyhetede az egész embernek. A könyöktől az ujjhegyig az egyötöde az embernek; és a könyöktől a hónalj hajlatáig egynyolcada az embernek. A teljes kézfej az egytizede az embernek. Az áll hegyétől az orrig, illetve a hajtőtől a szemöldökig terjedő távolsága egyforma, s a fülhöz hasonlóan az arc egyharmada.”

## Vitruvius hatása
A Leonardo-tanulmány az i. e. I. században élt építész, Marcus Vitruvius Pollio munkásságára utal vissza. Vitruvius legfontosabb műve a De architectura című építészeti tanulmánykötet. Ez a mű a művészettörténet egyik legfontosabb forrása. E művében Vitruvius kifejti, hogy az építész/művész által megalkotott szabályok a racionálisan megismerhető törvényszerűségeket, az emberi test harmóniáját követik.